# 电子科技博物馆
电子科技博物馆（英語：Electronic Science And Technology Museum）是一座位于四川成都的博物馆。

## 历史
2016年9月28日时值电子科技大学建校60周年之际建成开馆，位于四川省成都市郫都区西源大道2006号电子科技大学清河校区。展厅面积1,800平方米，馆藏文物14,000件。

## 营业时间
- 周二至周五：上午九点至下午五点
- 周一、周六、周日闭馆